# Moravský ples v Praze
Moravský ples v Praze se koná každoročně od roku 1956, předtím se konal poprvé v roce 1920. Pořádá jej Slovácký krúžek v Praze, Hanáci - spolek rodáků a přátel Hané v Praze a Valašský krúžek v Praze. Od roku 1996 se koná v Národním domě na Smíchově.